# Ottavio Dantone
Ottavio Dantone (geboren am 9. Oktober 1960 in Cerignola) ist ein italienischer Cembalist, Pianist und Dirigent, der insbesondere für seine Einspielungen von Barockmusik bekannt ist. Seit 1996 ist er der Musikalische Leiter der Accademia Bizantina in Ravenna.

## Leben und Werk
Ottavio Dantone studierte am Conservatorio Giuseppe Verdi in Mailand und schloss dort in den Fächern Cembalo und Orgel ab. Früh kristallisierte sich seine Leidenschaft für Alte Musik heraus. 1989 begann seine Zusammenarbeit mit der Accademia Bizantina, zuerst als Cembalist, ab 1996 als Musikalischer Leiter des Ensembles. 1999 debütierte er als Operndirigent am Teatro Dante Alighieri von Ravenna mit der Erstaufführung von Giuseppe Sartis Giulio Sabino in neuerer Zeit. Es folgten weitere Debüts:
- 2005 an der Mailänder Scala mit Händels Rinaldo,[2]
- 2011 mit derselben Oper und dem Orchestra of the Age of Enlightenment beim Glyndebourne Festival Opera,[3]
- 2012 konzertant mit Tito Manlio von Vivaldi im Theater an der Wien,
- 2016 mit Mozarts Così fan tutte, inszeniert von Sven-Eric Bechtolf bei den Salzburger Festspielen.

Er unterrichtete am Conservatorio della Svizzera Italiana. Er dirigierte am Opernhaus Zürich, spielte bei den Haydn Festspielen im Burgenland und ist regelmäßig Gast beim Festival de Beaune. Er gastierte weiters an der Berliner Staatsoper, der Opéra du Rhin in Straßburg, am Teatro Real in Madrid und beim Musikfest Bremen, beim Monteverdi-Festival in Cremona (mit Monteverdis L’Orfeo) und an der Opéra National de Paris (mit Rossinis La Cenerentola).
Im März 2022 wurde bekannt, dass er ab September 2023 die musikalische Leitung der Innsbrucker Festwochen der Alten Musik übernehmen soll.
Er ist mit der französischen Altistin Delphine Galou verheiratet und hat eine Tochter.

## Aufnahmen (Auswahl)
Alle mit der Accademia Bizantina, sofern nicht anders angegeben:
- Antonio Caldara: Maddalena ai piedi di Cristo. Mit Anicio Zorzi Giustiniani (Cristo), Roberta Invernizzi (Maddalena), Silvia Frigato (Marta), Damien Guillon (Amor Celeste), Delphine Galou (Amor Terreno), Riccardo Novaro (Fariseo). Live von den Tagen Alter Musik in Herne, Übertragung auf WDR 3, 15. November 2014.
- Arcangelo Corelli: Concerti Grossi Op. 6 (2023, HDB Sonus)
- Francesco Geminiani: Concerti Grossi Op. 3 (2024, HDB Sonus)
- Georg Friedrich Händel: Orgelkonzerte, Op. 4 (2009, Éditions de l'Oiseau-Lyre)
- Georg Friedrich Händel: Rinaldo (2020, HDB Sonus)
- Georg Friedrich Händel: Serse (2022, HDB Sonus)
- Georg Friedrich Händel: Concerti Grossi Op. 6 (2022, HDB Sonus)
- Georg Friedrich Händel: Concerti Grossi Op. 3 (2022, HDB Sonus)
- Antonio Vivaldi: Tito Manlio. Mit Nicola Ulivieri (Tito), Karina Gauvin (Manlio), Ann Hallenberg (Servilia), Marijana Mijanovic (Vitelia), Debora Beronesi (Lucio), Barbara Di Castri (Decio), Mark Milhofer (Geminio), Christian Senn (Lindo). Oktober 2004 (Studio-Aufnahme), Naïve/Opus OP 30413 [3CDs][5]
- Antonio Vivaldi: In Furore, Laudate Pueri, Concerti Sacri. Mit Sandrine Piau, Stefano Montenari. Naïve (CD, 2006)
- Antonio Vivaldi: L’incoronazione di Dario (2014, Naïve)
- Antonio Vivaldi: Il Giustino (2018, Naïve)
- Antonio Vivaldi: Il Tamerlano (2020, Naïve)

## Auszeichnungen
- 1985: Basso Continuo prize beim International Paris Festival
- 1986: Laureat beim Internationalen Festival von Brügge
- 2014: Bremer Musikfest-Preis (gemeinsam mit der Accademia Bizantina)